# لاوديلينو باروس
لاوديلينو باروس (بالبرتغالية: Laudelino Jose Barros‏) (مواليد 29 يونيو 1976) هو ملاكم برازيلي، مثّل بلاده في الألعاب الأولمبية الصيفية 2000.

## روابط خارجية
لاوديلينو باروس على موقع بوكس ريك (الإنجليزية) (registration required)
- لاوديلينو باروس على موقع أوليمبيديا (الإنجليزية)